# Akacja senegalska
Akacja senegalska (Acacia senegal) – gatunek roślin z rodziny bobowatych i podrodziny brezylkowych (dawniej w mimozowych). Występuje w Senegalu, Somalii, Tanganice, w Arabii.

## Morfologia
PokrójDrzewo o wysokości do 5 metrów i koronie kształtu parasolowatego.
LiściePodwójnie pierzaste z drobnymi listkami.
Kwiaty5-krotne, białe, drobne, zebrane w podługowate, walcowate kłosy. Liczne pręciki, dłuższe są od korony i z 1 słupkiem.
OwocStrąk.

## Zastosowanie
- Z gumowatego soku drzewa otrzymuje się tzw. gumę arabską. Posiada działanie przeciwzapalne. Używana niekiedy przy leczeniu biegunki, zewnętrznie jako środek na owrzodzenia i stany zapalne skóry.
- Wytwarzana z niej guma jest używana jako surowiec w przemyśle farmaceutycznym, spożywczym. Stosowana jako klej w przemyśle tekstylnym.